# 射水魚號潛艇
射水魚號潛艇（SS / AGSS-311）是美國一艘巴勞鱵級潛艇，亦為美國海軍第一艘命名為射水魚的艦艇。射水魚號因為在1944年11月擊沉日本信濃號航空母艦而聞名，这是史上由潛艇所擊沉的最大軍艦，該艦也因此在第二次世界大戰後榮獲美國總統部隊嘉許獎。

## 艦名
該艦名稱來自射水魚。射水魚是一種銀色小魚，它能夠從口中噴出強大的水流射中昆蟲作為食物。

## 建造
射水魚號於1943年1月22日在緬因州基特里的朴茨茅斯海军造船厂放置龍骨。她於1943年5月28日舉行下水儀式，邀請了第一夫人埃莉諾·羅斯福的個人秘書馬爾維娜·湯普森小姐負責擲瓶。海軍樂隊於晚上7點50分開始奏樂，歡迎貴賓入場，8點5分由船廠技工Leon W. Gridmore代表向湯普森小姐贈送禮物—一個鐫有「Miss Malvina C Thompson」的銀碗，8點7分由海軍上尉Ralph Curtis牧師帶領禱告，在幾個簡短演講後，8點15分升起警告紅旗，湯普森小姐左手拿一打玫瑰花，右手拿香檳酒瓶，擺好姿勢拍照，3分鐘後高音喇叭一聲長鳴，鐘聲一響，湯普森小姐放下玫瑰花，左手執瓶，吟唱「我命名妳為射水魚號」，將香檳酒瓶在射水魚號艦首用力敲破，全體觀眾熱烈鼓掌，完成了擲瓶式。:16-19該艦於1943年9月4日開始服役，由喬治·凱爾少校（George W. Kehl）擔任艦長。

## 二戰
射水魚號潛艇於1943年11月上旬在新英格蘭海岸進行了試航，並通過巴拿馬運河前往夏威夷。她於1943年11月29日抵達珍珠港，並加入美國太平洋艦隊。

### 前四次巡航（1943年12月 - 1944年9月）
射水魚號在接受航海維修和進行訓練後於12月23日進行第一次巡航。她於12月27日在中途島環礁停下加油，然後繼續前往台灣北部的巡邏區。在這次巡航期間，她襲擊了三艘船，但沒有擊沈任何一艘。她於1944年2月16日返回中途島進行修理和訓練。
射水魚號在1944年3月16日離開中途島進行第二次巡航，主要是在帕勞群島附近，但在42天內沒有遇到日本目標。她於4月27日通過約翰斯頓島返回珍珠港潛艇基地，開始改裝。
5月18日，威廉·哈里·萊特（英語：William Harry Wright）接任艦長。5月28日射水魚號離開珍珠港，前往小笠原群島地區進行第三次巡航。她在7月4日對硫磺島的攻擊期間擔任救生員職責，並在7月15日返回中途島之前救出了飛行員約翰·安德森少尉（John B. Anderson）。此次巡航對一艘1,400噸的驅逐艦與運輸船隊進行魚雷攻擊，擊沉一艘驅逐艦，擊傷總共12,000噸的兩艘船，艦長萊特因此獲得銀星勳章。
射水魚號在與普羅透斯號潛水母艦一起改裝和訓練演習後，於8月7日開始第四次巡航。她在本州水域活動一個多月，沒有獵殺任何敵艦，出海53天后於9月29日返回珍珠港。

### 第五次巡航（1944年10月 - 1944年12月）擊沉信濃號
1944年9月約瑟夫·法蘭西斯·恩萊特少校接任艦長。射水魚號於10月30日離開夏威夷，於11月9日抵達塞班島進行航行維修，兩天后離開，開始執行她的第五次任務，其主要任務是救援轟炸日本東京後迫降的的B-29超級堡壘轟炸機機員。

信濃號被射水魚號發射的魚雷擊中後的損害示意圖

11月28日，她收到電訊，說當天不會有空襲，她可以在東京灣附近的水域漫遊。當天晚上8點48分，監視人員發現了由第十七驅逐隊三艘驅逐艦（「浜風號」、「雪風號」、「磯風號」）護衛的不明大型艦艇。美軍當時不知道信濃號航空母艦的存在，沒有將她列在艦艇辨識圖上，射水魚號軍官對照後無法判斷是哪一艘日艦，但是仍然決定尾隨該艦，浮出水面以最高的航速19節追蹤，雖然四艘艦艇以27節高速航行，但是走的是為了躲避潛艇而用Z字形路線，所以很快被射水魚號追上，伺機攻擊。射水魚號使用雷達追蹤，信濃號被美艦發現，日艦以信號燈要求表明身份，射水魚號不予理會。信濃號艦長阿部俊雄根據美軍潛艇出擊的情報，認為美軍潛艇是採取狼群戰術，射水魚號一再使用雷達只是誘敵，以利其他埋伏不用雷達的美軍潛艇攻擊，因此即使浜風號驅逐艦抗命以35節高速迫近射水魚號到3,000公尺距離，它在最後關頭仍被召回護航，信濃號則高速航行，企圖甩掉美軍潛艇後前往目的地；射水魚號艦長猜中了信濃號的最終航向，攔截成功。由於驅逐艦保持警惕，恩賴特認為趁夜進行水面攻擊是自殺行為。
29日凌晨3點5分，射水魚號下潛，一艘驅逐艦在距它20呎處經過，射水魚號在日本靜岡縣濱名湖南方176公里處，離目標1,400碼發射了六枚Mk 14型魚雷，恩賴特為了使目標容易翻船，魚雷的水深設定為10英尺，正好在水線以下擊中目標（信濃號吃水約33英尺）。第一枚魚雷於3點17分命中，共有4枚魚雷命中了「信濃號」（射水魚號報告是六枚全中爆炸），「信濃號」於11點前沉沒。:85-103

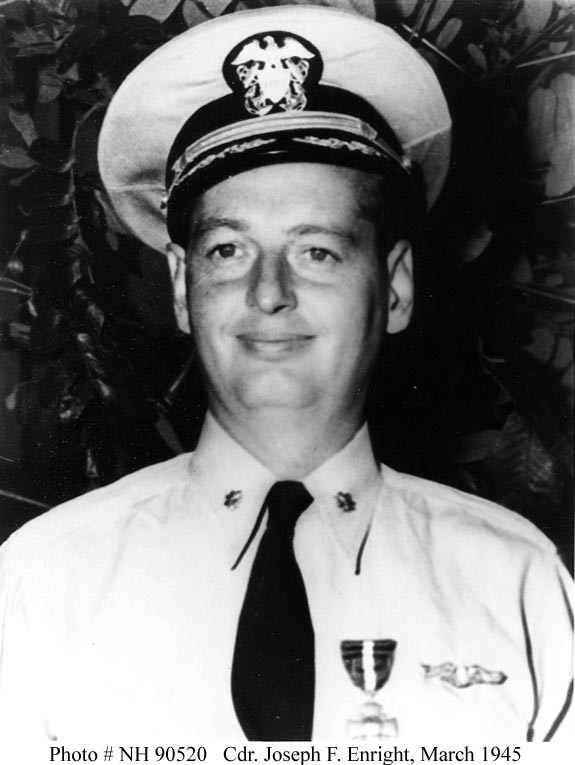
恩萊特獲海軍十字勳章後攝

此次巡邏共計48天，於12月15日抵達關島而結束。
海軍情報局最初認為在那片海域沒有任何航母，射水魚號擊沉的是一艘巡洋艦。然而恩萊特艦長畫了目標的草圖，因此認為射水魚號是擊沉了一艘28,000噸的飛鷹級航空母艦。恩萊特艦長因此戰績於1945年3月榮獲海軍十字勳章。二戰結束以後，美國才得知射水魚號擊沉的是當時最大的航空母艦（滿載排水量71,890噸）「信濃號」。

### 最後兩次巡航（1945年1月 - 1945年9月）

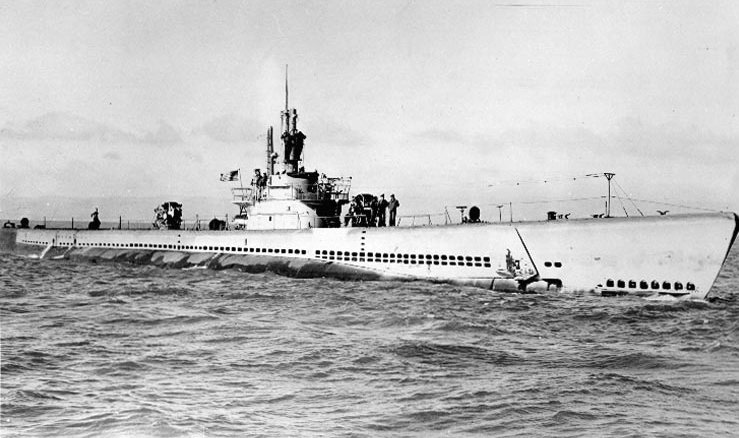
射水魚號於1945年6月5日在舊金山附近海面

射水魚號在關島進行了整修，艦上人員在關島度假。1945年1月10日，該艦進行了第六次巡航。這次任務在香港附近和台灣以南的南中國海，射水魚號率領蝙蝠魚號潛艇與黑魚號潛艇組成TG17.16（17.16任務組），稱為Joe’s Jugheads（射水魚號的艦長暱稱Joe）。她在這次巡航中擊傷了一個不明的目標，但由於艏操縱面發生問題，該巡航於3月3日提前了3天結束，經過塞班島和珍珠港，於3月13日回到美國舊金山，在舊金山海軍船場進行修理。
修理工作完成之後，她於6月14日航向歐胡島，於6月22日抵達珍珠港，開始航行維修和訓練。射水魚號於7月10日進行了她的第七次和最後一次戰鬥任務，她在本州東海岸和北海道南海岸地區救援轟炸日本本島迫降的B-29超級堡壘轟炸機機員。她於8月15日離開北海道時得知日本投降。

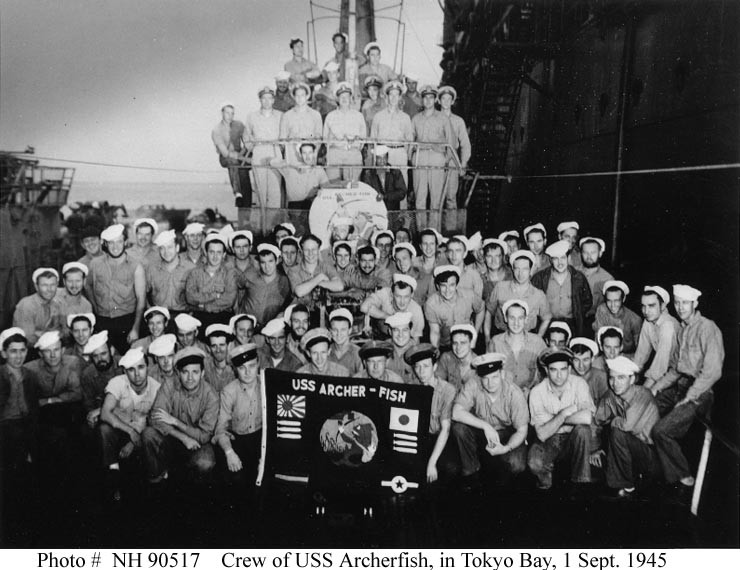
射水魚號船員於1945年9月1日在東京灣的艦上合影

該潛艇是1945年8月31日進入東京灣的12艘潛艇中的一艘，並與普羅透斯號潛水母艦一起停泊在橫須賀海軍設施附近。她見證了9月2日日本正式投降。

## 二戰後
射水魚號於1946年1月2日離開珍珠港，前往舊金山。1月8日至3月13日，該船船員進行了退役前大修。她於次日前往馬雷島海軍造船廠完成退役的最後工作。她於1946年6月12日退役，保存在馬雷島的太平洋後備船隊。
在朝鮮戰爭期間，許多退役的海軍艦艇重新編為現役艦艇。射水魚號於1952年1月7日中選為重新服役的艦艇，3月7日起入編現役後，於3月26日向太平洋艦隊報到。第二天，她從加州聖地亞哥出航進行三個星期的預備訓練。然而，她的機動房於3月28日發生了一起火災，她因此自行返回馬雷島進行維修。
5月27日修復完成後，她在西海岸進行預備訓練，然後穿過巴拿馬運河於7月3日加入大西洋艦隊。她以佛羅里達州西嶼為基地，附屬於第12潛艇中隊，她訪問了古巴的聖地亞哥-德古巴和關塔那摩灣；海地的太子港；波多黎各的聖胡安；和英屬西印度群島的特立尼達。她於1955年4月25日離開西嶼前往費城海軍造船廠退役。她在完成退役大修後，拖往康乃狄克州的新倫敦，並於1955年10月21日退役。

## 海洋學用途
她在1957年7月在新倫敦重新啟用，於8月1日恢復使用，並再次加入在佛羅里達州西嶼的第12潛艇中隊。1958年1月13日，她在海軍水文局的技術監督下進行巡航。在這次部署中，她訪問了巴西的累西腓和特立尼達。在完成這項任務後，她為在西嶼和關塔那摩灣的艦隊訓練指揮部提供服務。在這段期間，她還在1959年的電影《粉紅色潛艇》中作為USS「海虎號」拍攝了水下和遠距離的場景和鏡頭。

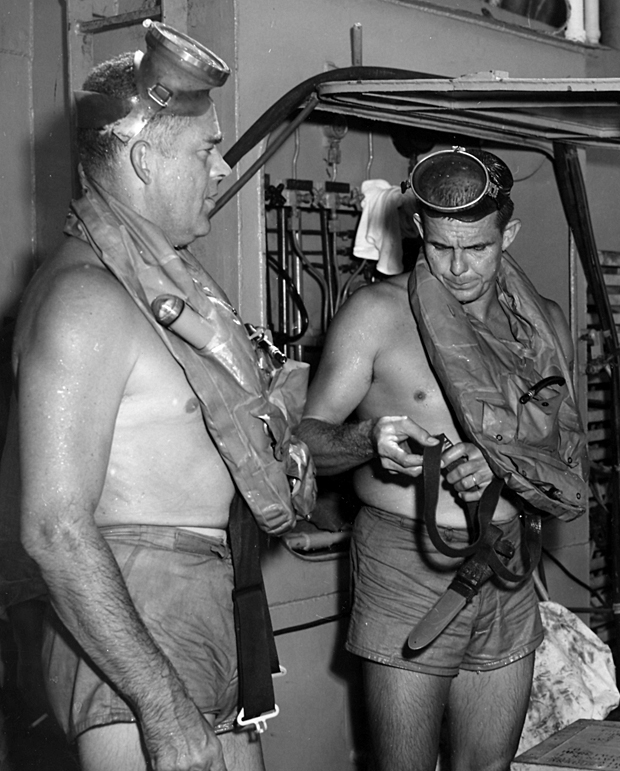
邦德和Tuckfield在浮力上升後合影

1959年10月2日，射水魚號在西嶼西南約15英里深度322英尺（98米）的Vestal Shoal觸礁。指揮官喬治·邦德和首席工程師Cyril Tuckfield從前方逃生艙在52秒內安全地完成了302英尺的浮力上升，而兩人也因為證實了潛艇深海逃生的可行性於1960年獲得了功績勳章。
1960年初，射水魚號獲選參與“海洋掃描”行動，這是一項關於海洋天氣條件，水成分，海洋深度和溫度範圍的科學研究。她於1月進入費城海軍造船廠，專門為這次新任務做好準備。在此期間，該艇重新分類為輔助潛艇，船體分類符號為AGSS-311。她載著民間科學家團隊於5月18日開始了“海上掃描”的第一階段。她的此次巡航訪問了英格蘭的朴茨茅斯；挪威的亨墨菲斯和卑爾根；蘇格蘭的法斯萊恩; 格陵蘭的圖勒、卡科爾托克和努克；北愛爾蘭的貝爾法斯特；以及加拿大新斯科細亞省的哈利法克斯，於12月3日回到新倫敦。

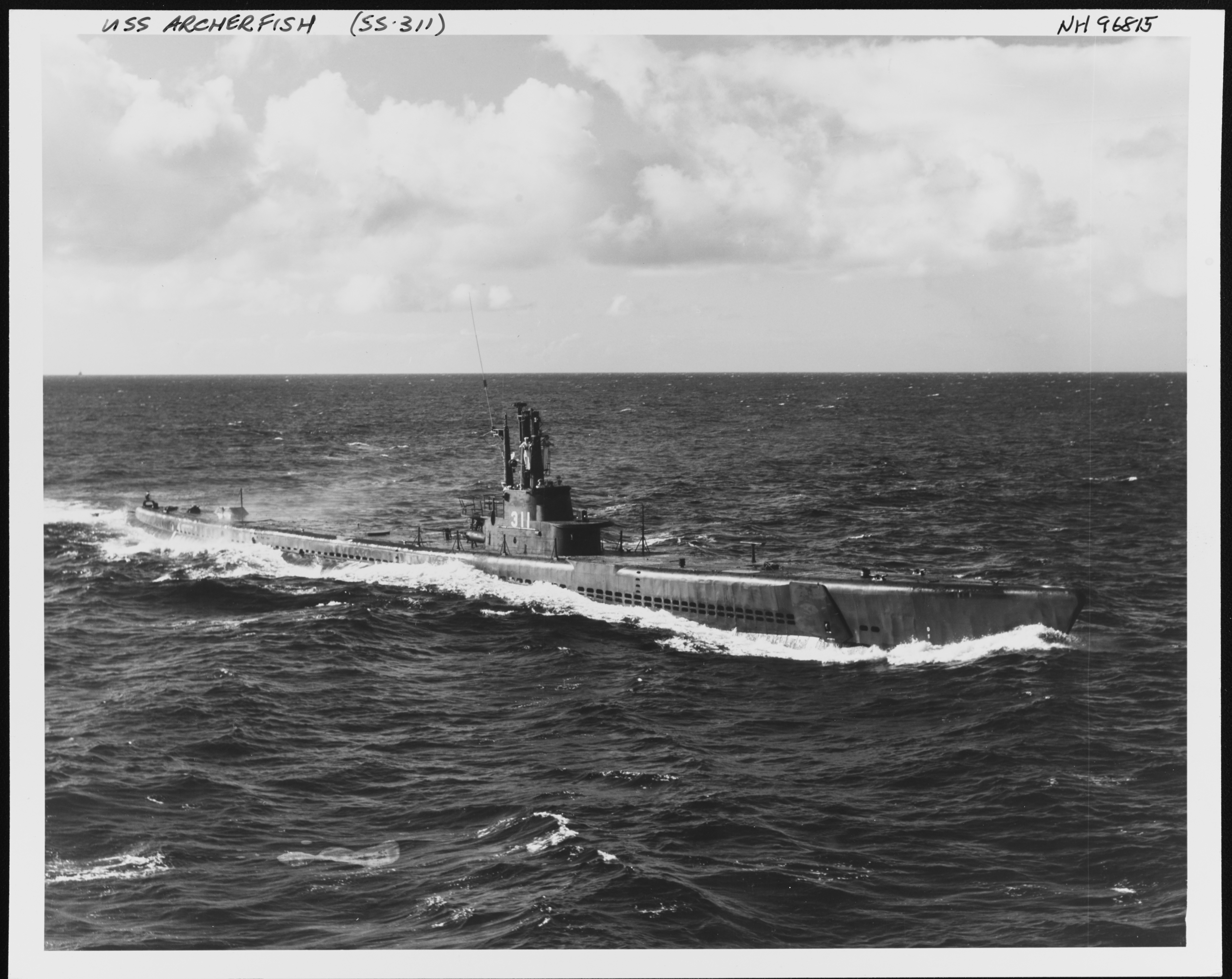
1961年3月進行“海上掃描”

射水魚號在六個星期的保養後，於1961年1月20日進行了“海上掃描”的太平洋階段，2月6日過巴拿馬運河，並通過聖地亞哥前往夏威夷。她於3月27日離開珍珠港，訪問了日本橫須賀和函館、香港、菲律賓蘇比克灣、泰國曼谷、馬來西亞檳城、錫蘭科倫坡及澳洲的弗里曼特爾，1961年底停泊在橫須賀。
“海上掃描”第二階段在1962年的前幾個月繼續進行，射水魚號訪問了西太平洋地區的日本，關島和菲律賓宿霧市。3月初，她完成第二階段，通過帕果帕果進入珍珠港。4月27日，她進入舊金山海軍造船廠進行大修。大修結束後，她轉移到聖地亞哥兩個星期的保養。然後她在東太平洋地區開始了“海上掃描”的第三階段，在珍珠港和中途島環礁停靠，並返回聖地亞哥度過聖誕假期。
她於1963年1月10日離開聖地亞哥，前往橫須賀，在那裡進行了三個星期的保養。經過兩個半月的行動，她回到美國，短暫訪問加州舊金山，然後在五月初回到珍珠港。6月下旬和6月的大部分時間用於在美國和加拿大的西北海岸進行測量，訪問了俄勒岡州波特蘭，華盛頓州西雅圖和加拿大不列顛哥倫比亞省的溫哥華。她在七月和八月回到橫須賀旱塢，然後在太平洋中部連續進行三個月的測量，僅在中途島和珍珠港進行短暫的加油和保養。她於11月25日離開橫須賀，前往南半球巡航，於12月中旬抵達澳大利亞，在紐卡斯爾和悉尼度過了一個為期三週的假期。她在1964年1月下旬離開悉尼去關島，為期兩週，並於3月5日到達珍珠港。她於3月30日離開珍珠港，繼續在東太平洋進行“海上掃描”作業。她於4月訪問了舊金山，5月訪問了溫哥華，5月25日返回珍珠港，結束了“海上掃描”的第三階段。
射水魚號於6月17日離開珍珠港並前往東太平洋，開始了“海上掃描”行動的第四個和最後一個階段。她於7月份訪問了西雅圖和華盛頓州奧林匹亞，並於8月19日返回珍珠港進行為期三週的保養，然後前往南太平洋。她於9月9日前往斐濟群島。在蘇瓦短暫停留之後，她前往新西蘭的奧克蘭，進行了為期11天的訪問。她的下一站是新西蘭惠靈頓，她於10月19日離開新西蘭，於11月6日抵達橫須賀。她於11月27日繼續在加羅林群島地區進行調查活動。在關島度過新年前夕後，該船航行到菲律賓蘇比克灣進行保養。

## 退役
海軍於1968年初宣布射水魚號退役，並於1968年5月1日將其從海軍船舶登記冊除名。1968年10月19日，該艦拖到聖地亞哥的外海後，鋸蓋魚號潛艇發射魚雷將之擊沉。

## 相關著作
- 射水魚號艦長約瑟夫·法蘭西斯·恩萊特少校關於擊沈信濃號的著作：Enright, Joseph F. . St. Martin's Paperbacks. 2000. ISBN 0312977468, ISBN 978-0-312-97746-7.
- Don Keith; Ken Henry. . Macmillan. 13 June 2006. ISBN 978-1-4668-4155-0.

## 後人創作
- 電影《粉紅色潛艇》動用了三艘潛艇拍攝片中「海虎號」潛艇的鏡頭，射水魚號是其中之一。[22]
- 在2024年8月的更新中，射水魚號作為X級金幣船在WOWS中登場[23]。